# Picris xylopoda
Picris xylopoda là một loài thực vật có hoa trong họ Cúc. Loài này được Lack miêu tả khoa học đầu tiên năm 1979.